# イーストチェスター (ニューヨーク州)
イーストチェスター（Eastchester）は、アメリカ合衆国ニューヨーク州のウェストチェスター郡にある町。
人口は3万4641人（2020年）。マンハッタンの北25キロメートルに位置している。町域の大半は国勢調査指定地域（CDP）だが、南部にブロンクスビル村とタカホー村がある。

## 地理
町の南はマウントバーノン、西はヨンカーズ、北はスカースデイル、東はニューロシェルと接している。

## 交通
メトロノース鉄道ハーレム線の沿線にある。路線バスは郡営のビーラインバスシステムが運行している。

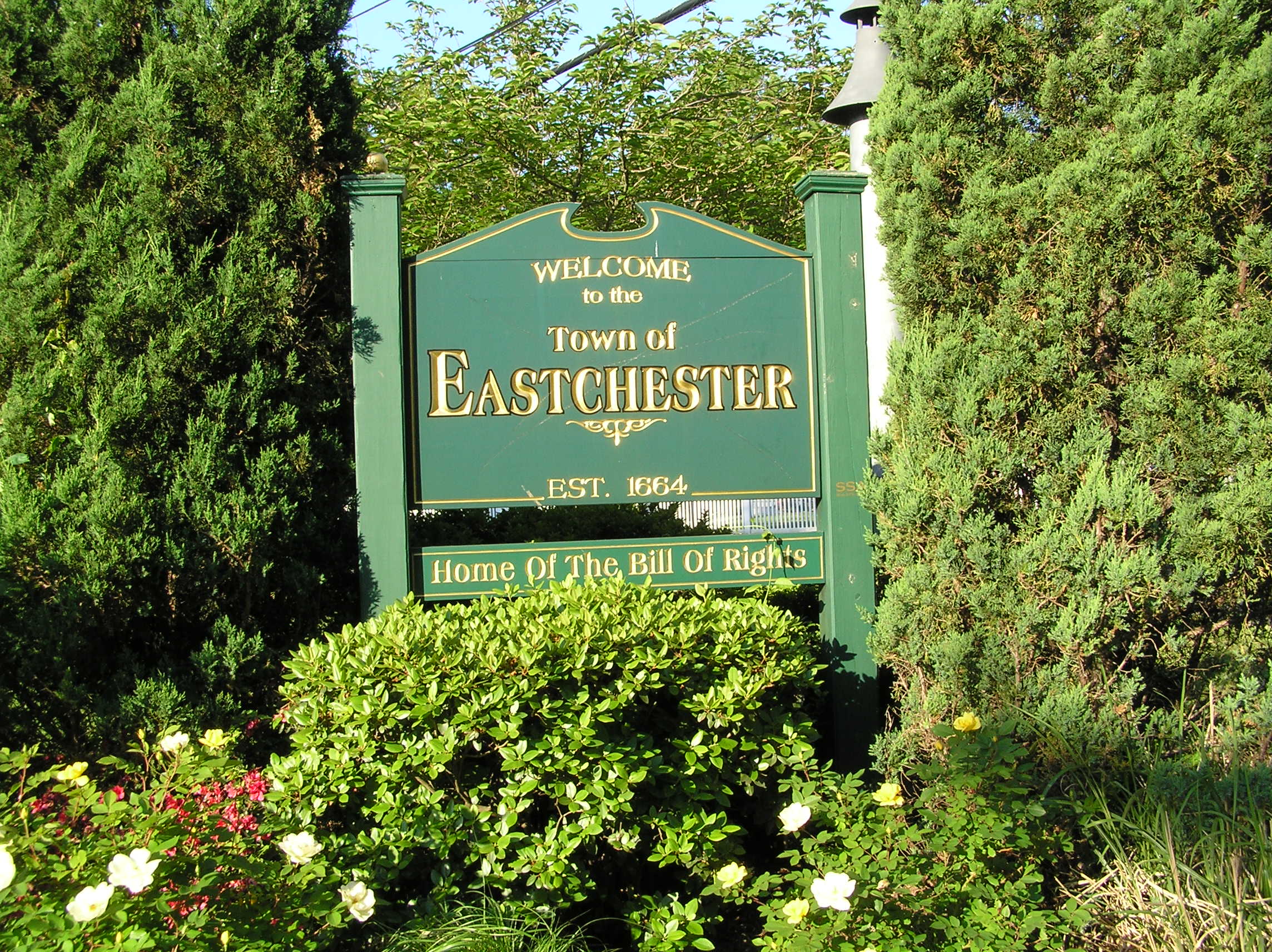
ウェルカム・サイン